# 守温
守温，唐末僧人，音韵学家。仿照梵文创制古汉语声类三十字母，为宋人“三十六字母”蓝本。敦煌石窟曾经发现一个署有“南梁汉比丘守温述”的音韵学写本残卷，中有“三十字母”及“四等轻重例”等，确证其创字母之说，又知其为等韵学创始人。“南梁汉比丘”究竟代表哪個地名，学界还有争议，罗常培（1931）认为是“梁县”(今河南省临汝县西)，赵荫棠（1957）以之为“南梁州”（今湖南宝庆县），周祖谟（1966）引唐兰的说法认为是“兴元”（今陕西南郑县）。宋郑樵《通志 七音略》对其所述评价极高。《崇文馆总目》著录其《三十六字母图》一卷，《宋史 艺文志》著录《清浊韵钤》一卷，均佚。